# Lerista flammicauda
Lerista flammicauda är en ödleart som beskrevs av  Storr 1985. Lerista flammicauda ingår i släktet Lerista och familjen skinkar. Inga underarter finns listade i Catalogue of Life.